# 納里尼奧 (安蒂奧基亞省)
納里尼奧（西班牙語：Nariño）是哥倫比亞的城鎮，位於該國北部，由安蒂奧基亞省負責管轄，距離首府麥德林143公里，始建於1827年，面積313平方公里，海拔高度1,465米，2005年人口9,043。
5°36′40″N 75°10′44″W / 5.611°N 75.179°W